# Ракета (часы)
«Ракета» — марка часов, выпускаемая Петродворцовым часовым заводом — одним из старейших заводов России. Предприятие входило в число 13 крупнейших часовых заводов Советского Союза, на нём было налажено массовое производство часов для персонального использования. Часы «Ракета», производимые в Петродворце, экспортировались более чем в 30 стран мира.

## История марки

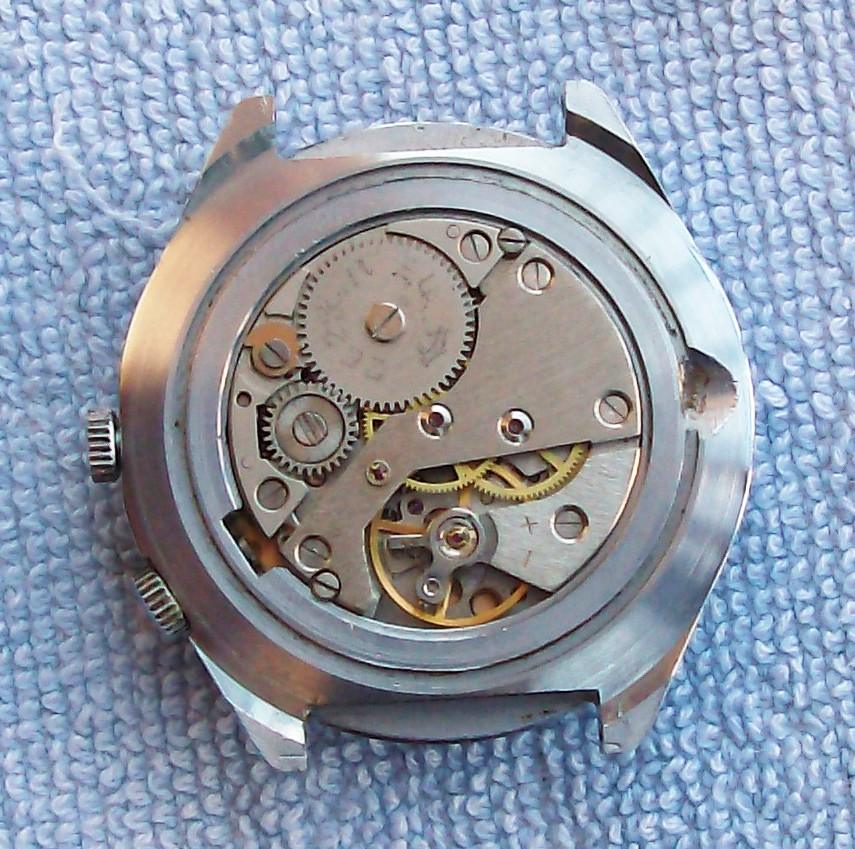
Внешний вид механизма 2623Н

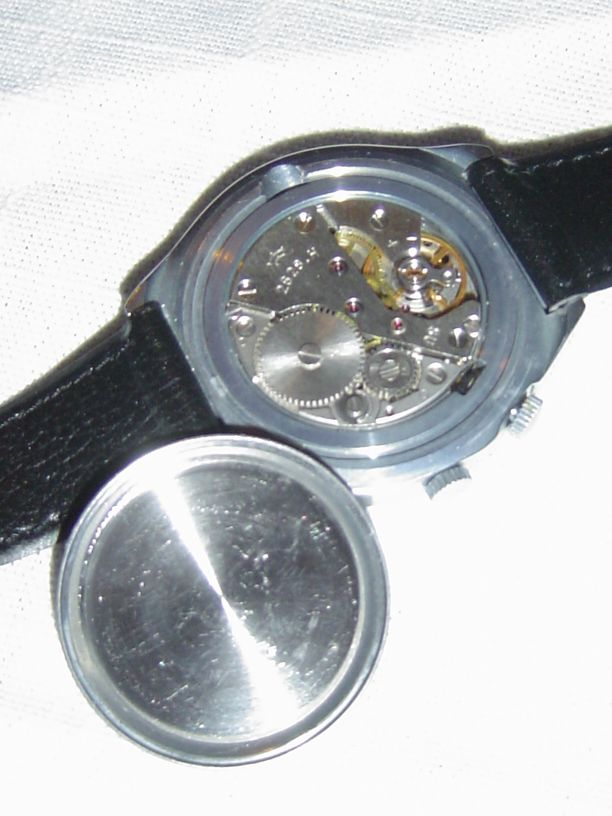
Внешний вид механизма 2628Н

Первая партия часов марки «Ракета» вышла в свет в 1961 году. Марка была названа в честь полёта Гагарина, однако в странах Западной Европы и Америки название ассоциировалось скорее с ракетным оружием СССР .
На Петродворцовом часовом заводе был создан единый механизм для всех моделей часов «Ракета-2609.НА», на основе которого выпускалось более двух десятков модификаций часов «Ракета»: с автоматическим подзаводом, с календарём, антимагнитные, для слепых (2601.Н), с 24-часовой шкалой (2623.Н) — для людей, работающих в тяжёлых условиях, где трудно отличить день от ночи: полярников, подводников, и т.д.
Первыми часами под маркой «Ракета» стали модели «Россия», «Рекорд», «Петродворец». Часы «Рекорд» были второй оригинальной конструкцией, их толщина составляла 2,7 мм, и они остаются самыми плоскими из всех, созданных в СССР и самыми тонкими механическими часами в мире с секундной стрелкой. В 1965 году часы «Рекорд» получили золотую медаль международной Лейпцигской ярмарки.
Массовое производство часов марки «Ракета» началось с 1964 года, а к 1980 году завод ежегодно выпускал 4 миллиона 600 тысяч экземпляров часов «Ракета».
В 2000 году умер руководитель Петродворцового часового завода «Ракета» Тычкин Олег Григорьевич, который руководил заводом с 1960-х и до начала 1990-х. С ухудшением экономической ситуации после развала Советского Союза предприятию пришлось резко сократить количество производимой продукции. Часть принадлежащих заводу зданий и помещений сдали для аренды под офисы и магазины, в том числе торгово-развлекательный комплекс «Ракета». Однако, несмотря на все произошедшие изменения, работникам Часового завода удалось сохранить производство и уникальное оборудование. Завод продолжал выпускать часы по спецзаказам, благодаря которым смог поддерживать собственное производство.
С 2010 в совет директоров входит Ростислав Ростиславович Романов, один из глав императорского дома Романовых. Он также являлся главным дизайнером завода.
В 2010 году к рекламе «Ракеты» присоединилась модель Наталья Водянова. Это первый русский бренд, с которым она работает. В 2011 и 2012 годах часы «Ракета» были представлены на выставке Baselworld.

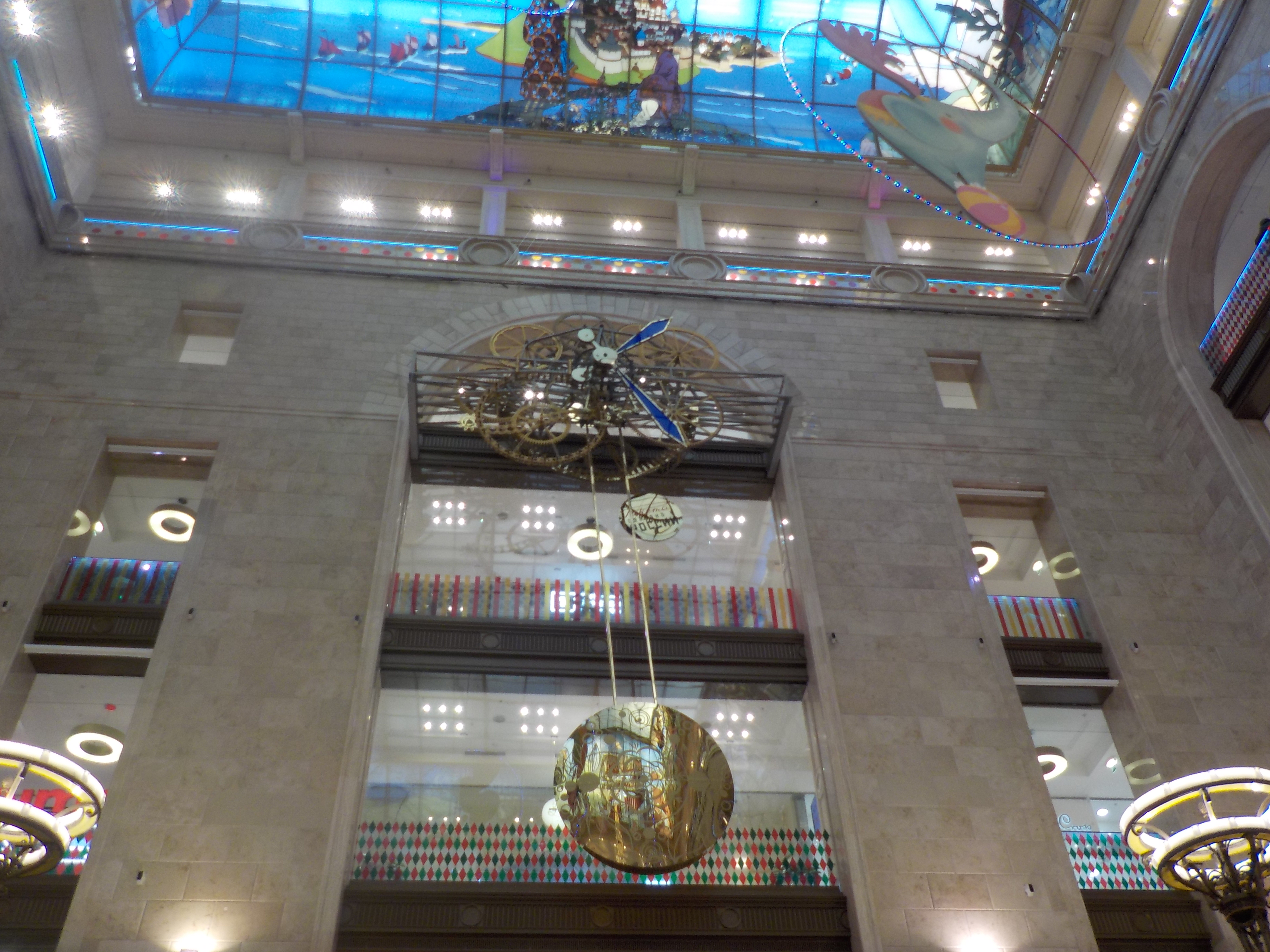
Часы в универмаге «Детский мир», Москва

В 2014 году «Ракета» занялась созданием монументальных часов для Центрального Детского магазина на Лубянке в Москве. Часы будут входить в топ-5 мировых механических часов, таких как Биг Бен, Кремлёвские куранты, часы на Пражской башне и часы в Ганьчжоу. Прибор, находящийся в атриуме Центрального Детского магазина на Лубянке, был смонтирован в декабре 2014 года.

## Награды
- Золотая медаль на Всемирной Лейпцигской ярмарке за часы «Рекорд» (1965);
- Золотая медаль на Всемирной Лейпцигской ярмарке (1966);
- Гран-при Всемирная выставка Экспо-67 в Монреале (1967);
- Орден Трудового Красного Знамени (1971).

## Современные модели
- «Вечный Календарь»
- «Лётчик», часы с определением времени в 24 часовых поясах
- Спорт-Академические
- «Полярные», часы с циферблатом на 24 часа
- «Полярные» на 12 часов
- «Балерина»
- часы для лиц, работающих в сложных метеорологических условиях
- Ракета "Классик Автомат" (бестселлер "Ракеты")
- "Ялта"
- "Амфибия", часы с автоподзаводом для подводного плавания
- Ракета "Авангард"
- Ракета "Коперник"
- Ракета "Байконур"
- Ракета "Ту-160"
- Ракета "Подводные"
- Ракета "Петродворцовый классик"
- Ракета "Премьер"
- Ракета " Сухой"
- Ракета "Русский код"
- Ракета "Моряк"
- Ракета "Космос"
- Ракета "Классик кварц"
- Ракета "Нефть" (в рекламе снялась модель Веста Сенная)
- Ракета "Звезда"(дизайн от Натальи Водяновой)
- Ракета "Леопард24" (часы сделаны из металла подводной лодки К-328 «Леопард»)

## Галерея

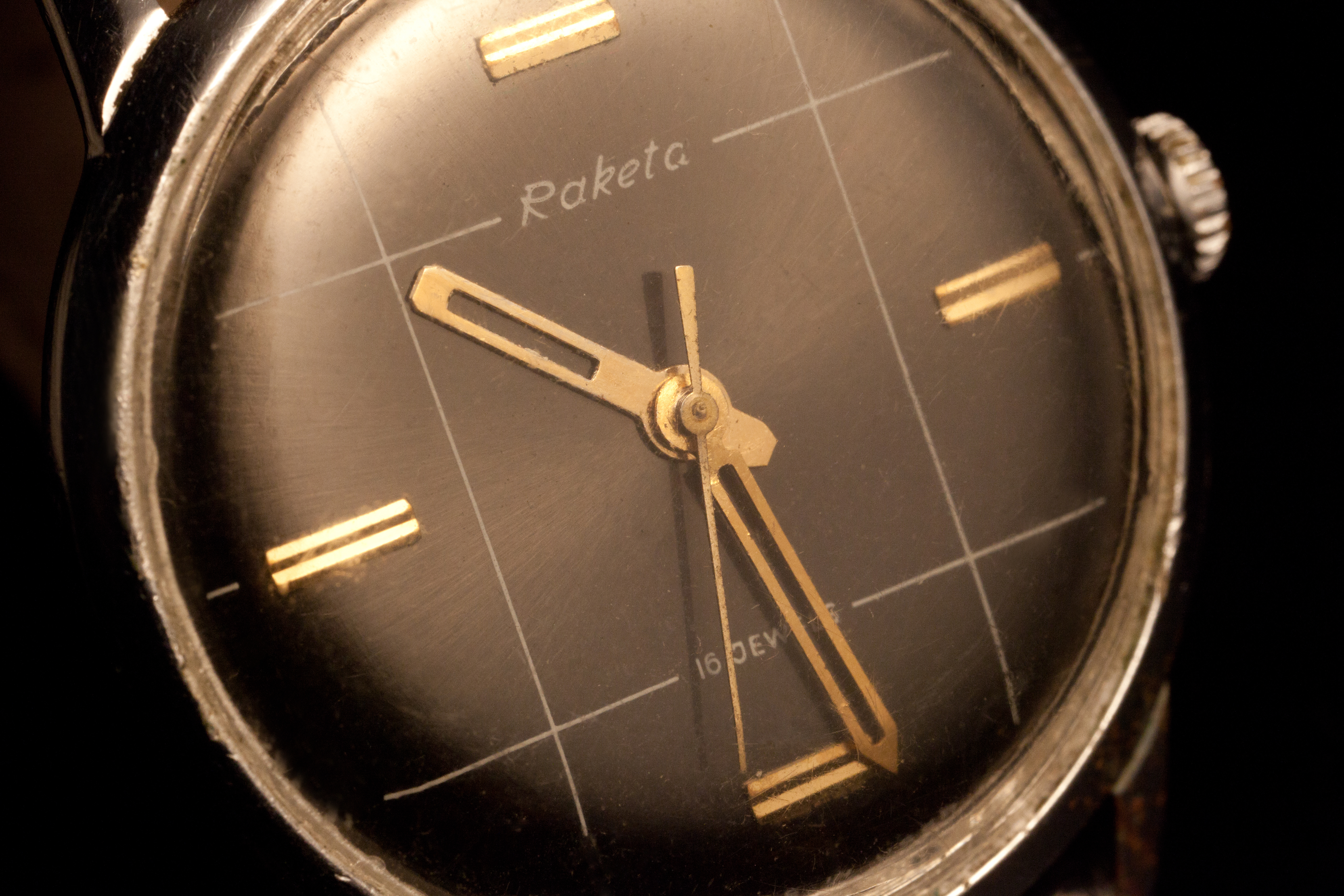
Raketa Sport, модель 1967 года
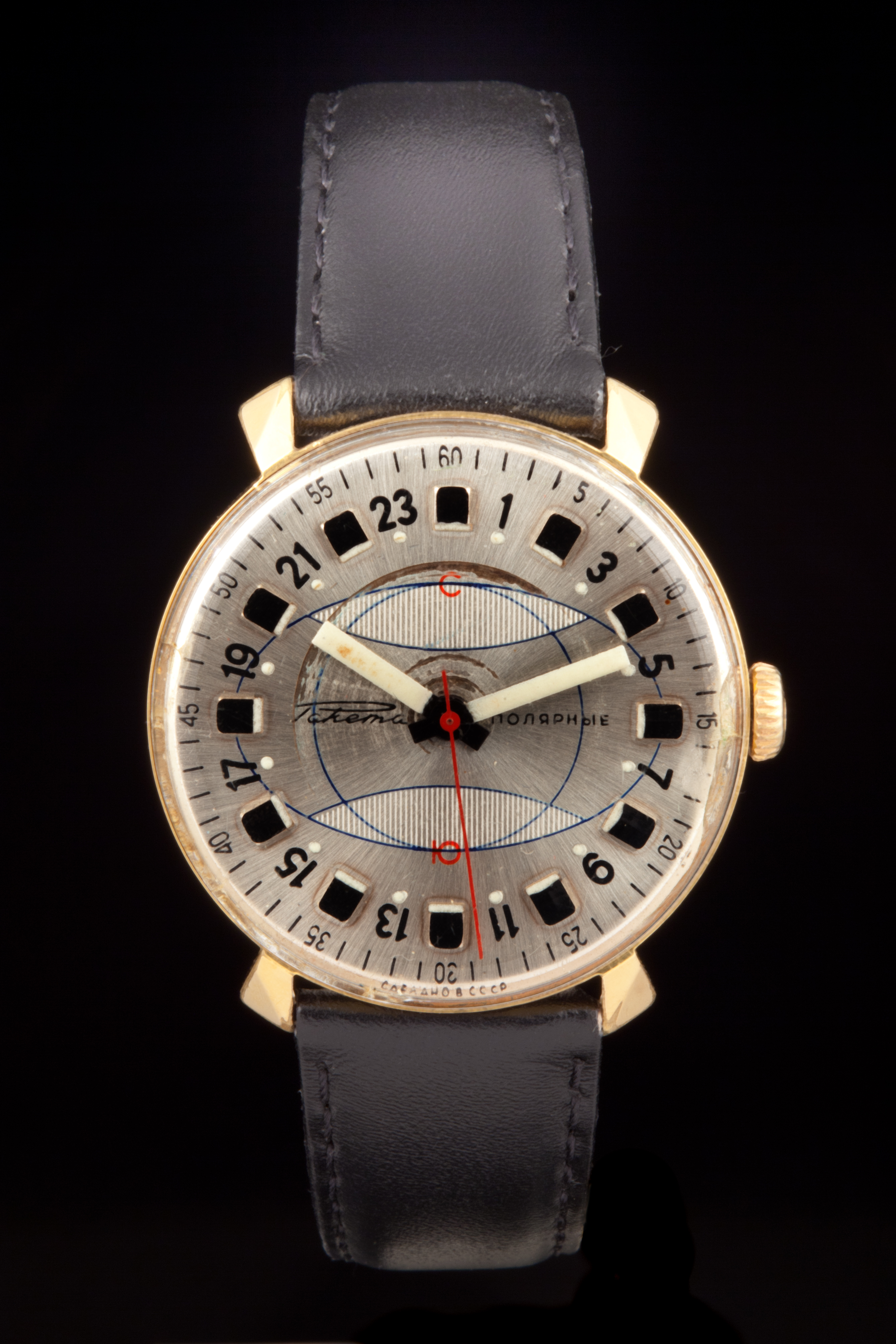
«Ракета Полярные», 1969 год
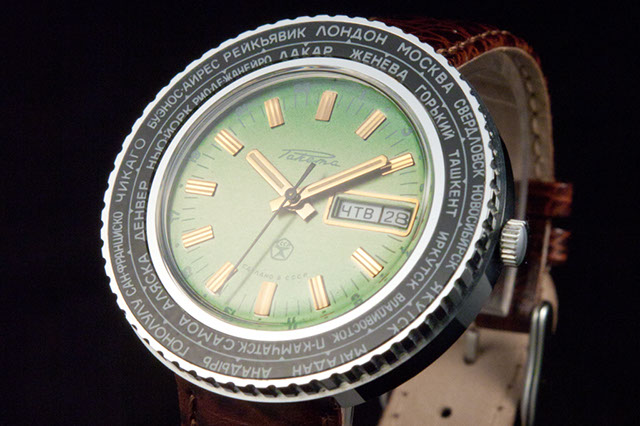
Ракета, 1974 год
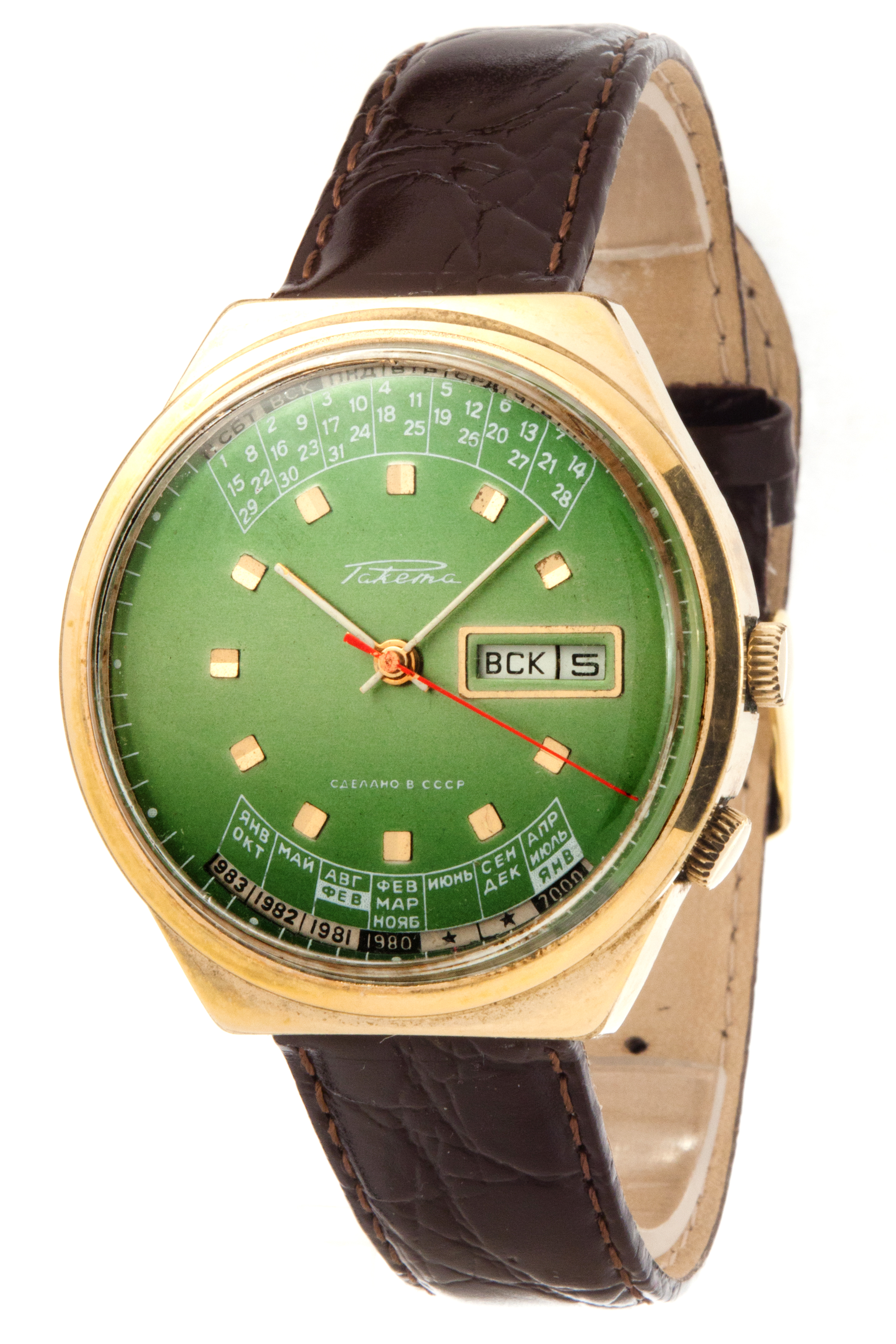
Ракета, 1978 год
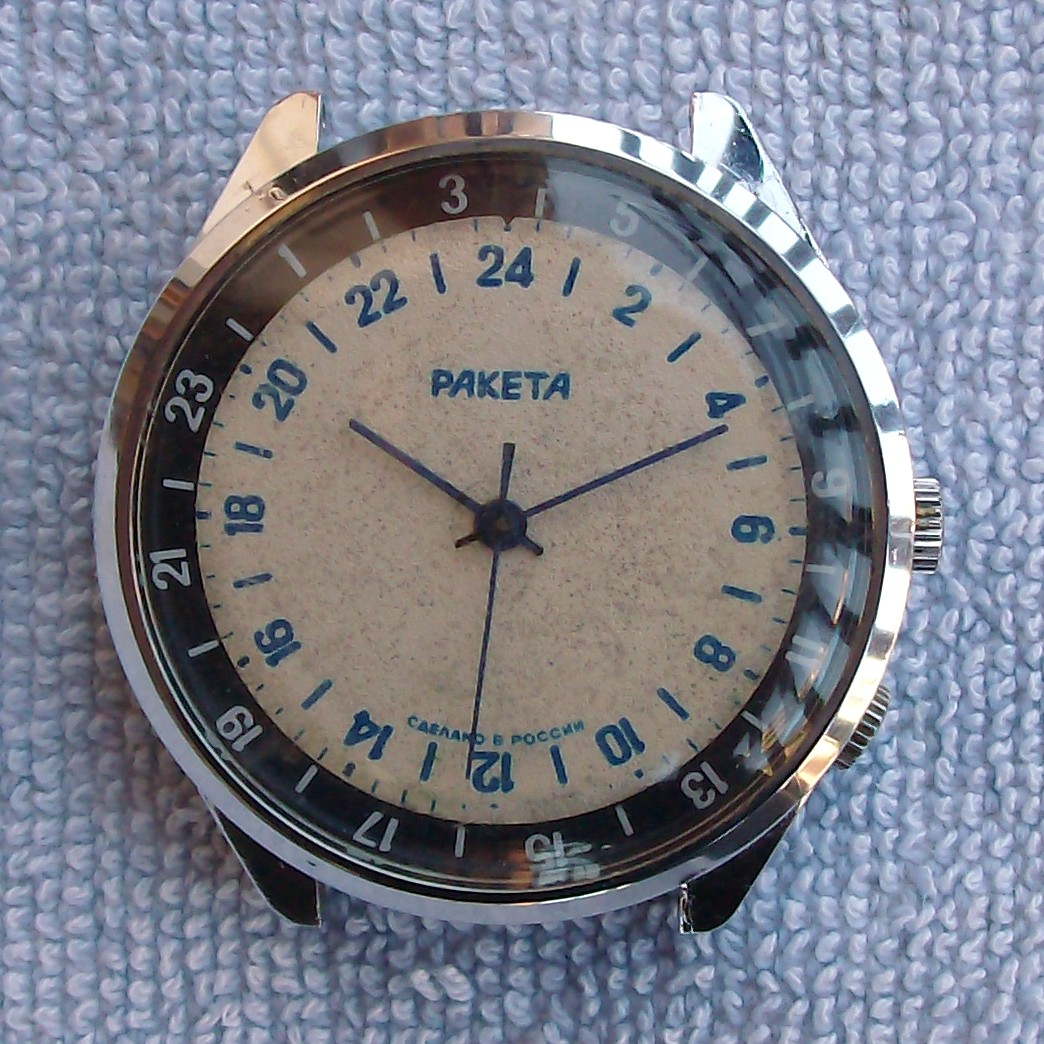
Ракета с циферблатом 24 часа
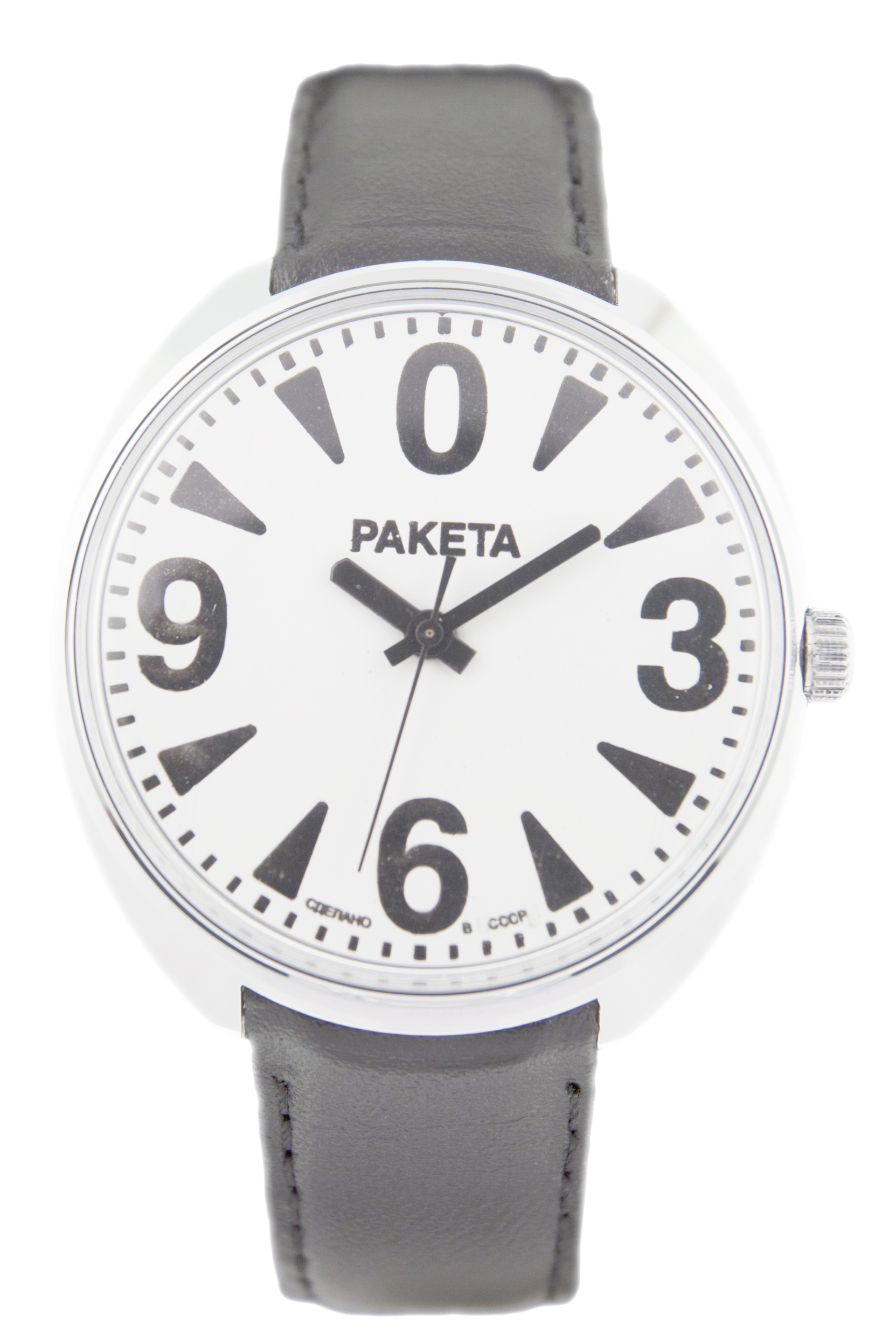
«Петродворец Классик», 1985 год
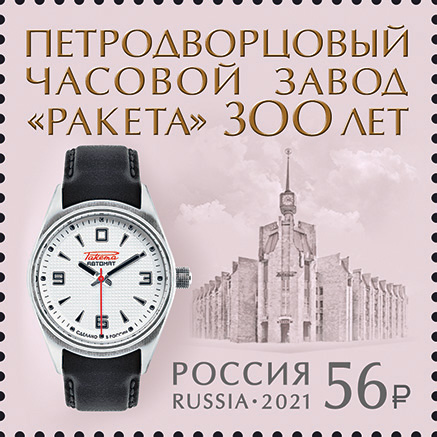
Почтовая марка